# إدغار آلان بو في الثقافة الشعبية

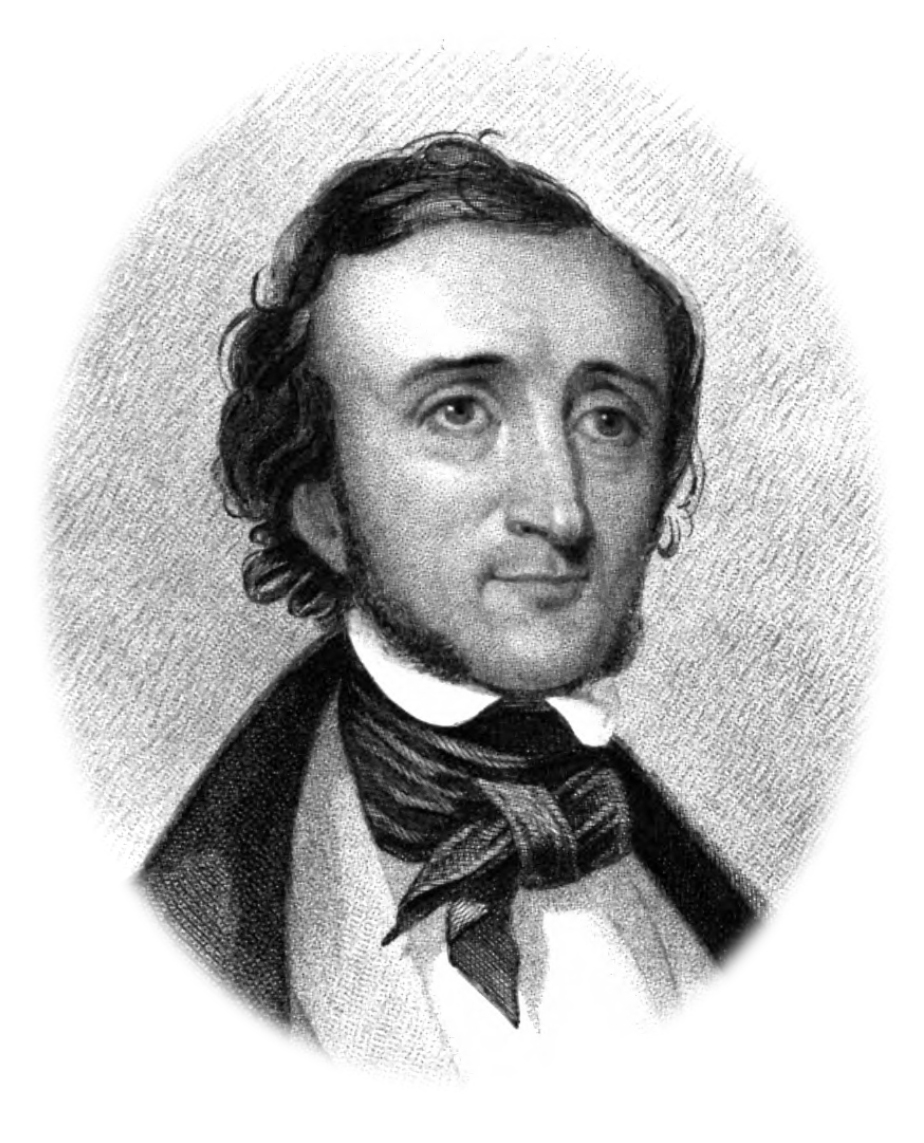

ظهر الكاتب والأديب إدغار آلان بو في الثقافة الشعبية كشخصية بارزة في الكتب والكوميديا والأفلام. فتنت أسطورة بو الناس لأجيال، بالإضافة للتأثير الهام لأعماله، وغالبًا ما تظهر شخصيته في الثقافة الشعبية «كعبقري مجنون» أو «فنان مُعذب» بفضل كفاحه الشخصي الطويل. تتشابك العديد من الشخصيات التي أبدعها بو في كتبه ورواياته مع عناصر حياته الشخصية، وهو الأمر الذي قاد لافتراض خاطئ أن شخصية بو الحقيقية تتشابه مع الشخصيات التي أبدعها في كتاباته.
يركز هذا المقال على أعمال إدغار آلان بو في الأدب والتلفزيون والأفلام.

## الأفلام
- إدغار آلان بو، فيلم صامت من إخراج دي دبليو غريفيث، عام (1909).
- ذا رافين (1915)، سيرة ذاتية خيالية لبو مثلها هنري بي والتال، يصور هذا الفيلم الصامت الذي يستمر 57 دقيقة بعض جوانب حياة بو كإدمانه على النبيذ وهلوساته الناتجة عن ذلك والتي ربما ألهمت قصيدته «ذا رافين»، يظهر بو في هذه القصة وهو يمتلك عبدًا رغم أنه كان يعيش في فقر مدقع.
- إن ذا رافين (1935)، يشبه راوي القصة هنا إدغار آلان بو.
- حب إدغار آلان بو (1942)، فيلم دارمي لعب فيه جون شيبرد دور بو.[3]
- ذا مان ويز أكلولك (1951)، فيلم يظهر بو الثمل وهو يساعد شابة فرنسية على تأمين ميراثها في نيويورك في عام 1848، قام بدوره جوزيف كوتن.
- تيل تول هيرت (1960)، مثل لورانس باين دور بو.
- كاسل أوف بلود (1964)، فيلم رعب من إخراج أنطونيو مارغريتي، لعب فيه سيلفانو ترانكويلي دور بو.
- توريتشر غاردن (1967) فيلم رعب من إخراج فريدي فرانسيس، لعب فيه هيدغر والاس دور بو.
- غاز إس إس إس (1971)، يقود فيه إدغار آلان بو دراجة نارية.
- نيلا ستريتا مورسا ديل رانغو (1971)، فيلم رعب من إخراج أنطونيو مارغيري. لعب دور بو هنا الممثل كلاوس كينسكي.
- طيف إدغار آلان بو (1974)، مثل روبرت ووكر جونيور دور بو.
- تول أوف فامبير (1992)، فيلم رعب من إخراج شيماكو ساتو، ويلعب فيه كينيث كرانهام دور بو، وسوزانا هاميلتون دور فرجينيا، وجوليان ساندز دور أليكس مصاص الدماء.
- مونكيبون (2001)، يظهر فيه إدغار آلان بو الرابع بنفس الاسم مرة أخرى.
- موت بو (2006)، يركز على أيام بو الأخيرة، حيث يظهره وحيدًا ومريضًا.
- تويكست (2011)، فيلم رعب من إخراج فرانسيس فورد كوبولا يمثل فيه بن شابلن دور إدغار آلان بو.
- حياة وموت الشعراء (2011)، فيلم كوميدي خيالي يلعب فيه الممثل غريغ كول دور بو.